# Station St Germans
St Germans is een spoorwegstation van National Rail in St Germans, Caradon in Engeland. Het station is eigendom van Network Rail en wordt beheerd door Great Western Railway. 

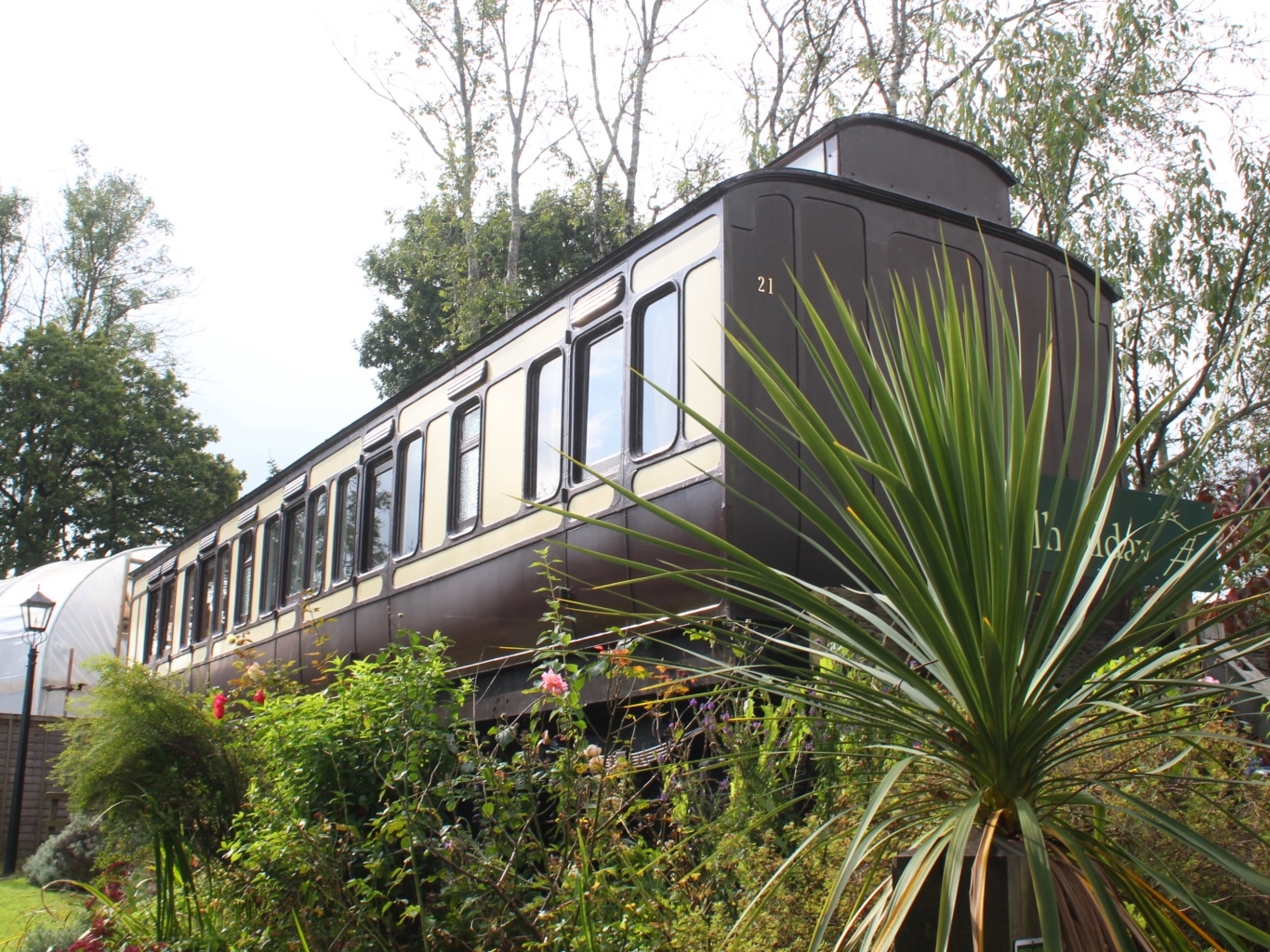
Camping coach op het station: tot kampeerverblijf omgebouwd rijtuig